# 蒋亚东
蒋亚东（1964年2月—），电子科技大学光电信息学院院长、教授，主要从事有机电子材料及器件、敏感材料及传感器等方面的研究。入选中华人民共和国教育部第七批"长江学者"特聘教授，曾获得中国“国家杰出青年科学基金”。